# Blinx: The Time Sweeper
 (janvier 2017).
Si vous disposez d'ouvrages ou d'articles de référence ou si vous connaissez des sites web de qualité traitant du thème abordé ici, merci de compléter l'article en donnant les références utiles à sa vérifiabilité et en les liant à la section « Notes et références ».
Blinx: The Time Sweeper est un jeu de plate-forme développé par Artoon et publié par Microsoft Game Studios. Il est sorti sur Xbox le 7 octobre 2002. Une suite, Blinx 2: Masters of Time and Space est sortie sur Xbox en 2004.

## Système de jeu
Annoncé comme « le premier jeu d'action en 4D », Blinx est un jeu de plate-forme à la troisième personne, dans lequel le joueur incarne Blinx, dont l'objectif est d'éviter la fin des temps. Le jeu tourne autour de ce héros qui porte toujours sur lui une machine semblable à un aspirateur, le Chrono-Spire (ex: TS-1000), avec lequel il peut modifier le cours du temps. Il est ainsi possible  de le ralentir, de l'accélérer, de le geler, ou de le faire remonter. Avec cette arme, il peut aussi aspirer des détritus, pour les lancer sur les chrono-monstres, et les vaincre.
Dans chaque niveau, l'objectif du joueur est d'accéder à une porte temporelle, en éliminant tous les Chrono-monstres, sans quoi, la porte ne s'ouvrira pas. Chaque niveau a une limite de temps de 10 minutes.
Dans chaque monde du jeu, il est possible d'aller dans une boutique pour se procurer de la vie, des chrono-spires plus puissants et d'autres bonus. Quand trois niveaux d'un monde sont terminés, le joueur doit vaincre un boss pour prétendre passer au monde suivant. Le dernier monde se compose d'un seul niveau.

## Accueil
- Jeuxvideo.com : 12/20[2]
- Jeux vidéo Magazine : 14/20[3]